# Quebrada Garza
El quebrada Garza o  río Calisama es un lecho de río permanentemente seco que comienza en el borde suroeste de la pampa Oxaya, no lejos del poblado Timar (Chile) y termina en el río Vítor o Codpa, aguas abajo del poblado de Chaca.

## Caudal y régimen
La quebrada no lleva agua, aunque cerca de Timar se riegan algunas hectáreas con aguas de vertientes cercanas.

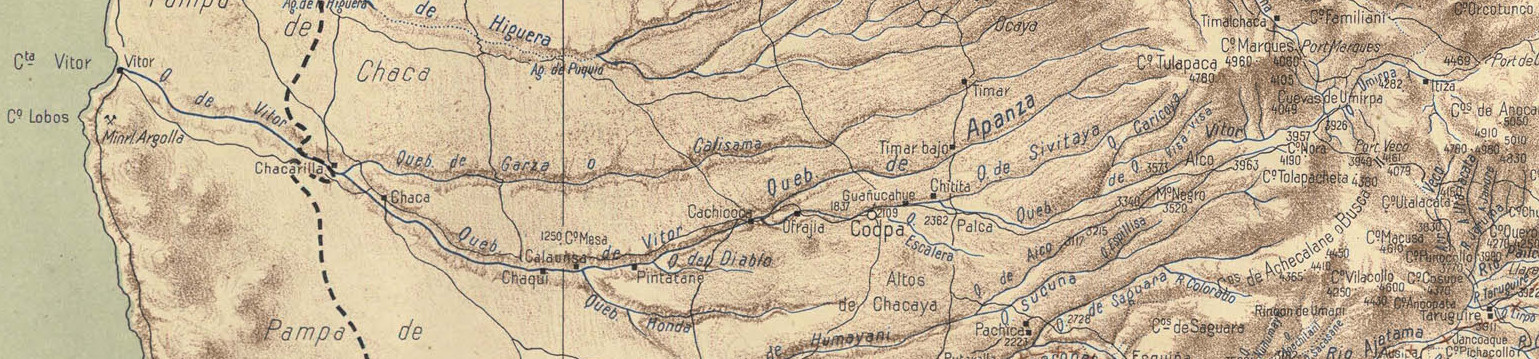
Quebrada de Vitor, en un mapa de Luis Risopatrón del año 1910.

## Historia
Luis Risopatrón escribió en su Diccionario jeográfico de Chile sobre la quebrada:
Garza o Calisama (Quebrada de), de largo curso, nace en las faldas NW del cerro Tulapalca, corre hacia el W i desemboca en la márjen N de la quebrada de Vitor, en La Chacarilla.